# Eridolius albicoxa
Eridolius albicoxa là một loài tò vò trong họ Ichneumonidae.